# Åge Hareide
Åge Fridtjof Hareide (Hareid, 23 de setembre de 1953) és un entrenador de futbol noruec, des de 2015 dirigint l'equip de futbol nacional danès. En la seva carrera de jugador, va jugar al Hødd i Molde Fotballklubb de Noruega així com al Manchester City Football Club i al Norwich City Football Club d'Anglaterra.
Com a entrenador, Hareide ha guanyat títols de lliga dins de tot els països escandinaus: a Suècia amb el Helsingborgs SI el 1999 i amb el Malmö FF el 2014; a Dinamarca al Brøndby el 2001–2002 i en la seva Noruega nadiua al Rosenborg el 2003. Hareide estigué a càrrec de la selecció de futbol de Noruega de 2003 a 2008.
El 10 de desembre de 2015 Hareide va ser anunciat com a director de l'equip de futbol nacional danès reemplaçant a Morten Olsen, qui havia fet un pas avall en la qualificació de l'equip després de l'Euro UEFA de 2016. Hareide va començar l'1 de març de 2016. El novembre 2017, va dirigir Dinamarca per la qualificació al 2018 FIFA Copa Mundial de Rússia guanyant 5-1 a Irlanda.